# Katja Aßmann
Katja Aßmann (* 28. Mai 1971 in Warstein) ist eine deutsche Kulturmanagerin und Kuratorin. Sie studierte Architektur an der Hochschule Bochum sowie Kunstgeschichte an der Ruhr-Universität Bochum. Seit 2016 ist sie Künstlerische Leiterin des ZKR – Zentrum für Kunst und öffentlicher Raum in Berlin.

## Beruflicher Werdegang
Katja Aßmann übernahm 1999 die Bereichsleitung Kunst und Kultur der Internationalen Bauausstellung Emscher Park. Davor arbeitete sie noch während ihres Studiums als freie Mitarbeiterin für die Öffentlichkeitsarbeit sowie für den Fachbereich Kunst, Kultur, Architektur der IBA Emscher Park.
Nach mehrjähriger Tätigkeit als freiberufliche Kuratorin und Kulturmanagerin übernahm Aßmann 2004 die Projektleitung im Bereich Kunst, Kultur und Veranstaltungen der Regionale 2006. Daran anschließend leitete sie Projekte der Landesinitiative StadtBauKultur NRW, innerhalb deren sie u. a. die Veranstaltungsreihe „Baukultur Salon“ etablierte.
2007 wurde sie von der Kulturhauptstadt Europas RUHR.2010 zur Projekt- und Programmleiterin berufen, wo sie schwerpunktmäßig die Projekte im Bereich der Architektur, des Städtebaus und der Bildenden Kunst entwickelte und realisierte.
Von 2012 bis 2017 war Katja Aßmann Künstlerische Leiterin von Urbane Künste Ruhr, einer neuen Programmsäule der Kultur Ruhr GmbH, die im Zuge der Nachhaltigkeit der Kulturhauptstadt Ruhr.2010 ins Leben gerufen wurde. Aßmann entwickelte die künstlerische Konzeption von Urbane Künste Ruhr und kuratierte eigene und Ko-Produktionen zusammen mit regionalen und internationalen Künstlern und Kollektiven.
2017 war Aßmann freie Kuratorin bei der IGA Internationale Gartenausstellung Berlin 2017. Gleichzeitig übernahm sie die Direktion der neu eröffneten Kunsteinrichtung ZKR – Zentrum für Kunst und öffentlicher Raum Schloss Biesdorf, ebenfalls in Berlin-Marzahn. Im Februar 2018 trennte sich das ZKR von Schloss Biesdorf und arbeitet seither als mobile nomadische Institution u. a. im Spreepark Berlin oder als Kooperationspartner der Floating University im Regenwasserrückhaltebecken Tempelhof.

## Projekte
Als Kuratorin und Kulturmanagerin hat Katja Aßmann u. a. folgende Projekte kuratiert bzw. mitverantwortet:
- Ausstellung The Wall von Christo und Jeanne-Claude, Gasometer Oberhausen
- Ausstellung Kunst setzt Zeichen in der Ludwig Galerie Schloss Oberhausen
- Ausstellung Sonne, Mond und Sterne in der Kokerei Zollverein Essen
- Vitra-Ausstellung „Die Welt von Charles und Ray Eames“
- Ausstellungen „Stadtlicht-Lichtkunst“, „Menschenbild der Moderne“ und „Chronik Wilhelm Lehmbruck Museum“, Lehmbruck-Museum Duisburg
- Aufbau des Zentrums für Internationale Lichtkunst Unna
- Ausstellung ENTRY2006 in Kooperation mit MoMA, Cooper Hewitt Museum, Vitra Design Museum in der Kohlenwäsche, Zeche Zollverein Essen
- Lichtkunstfestival „Urban Lights Ruhr“ in Unna, Bergkamen, Hamm, Hagen und Marl
- Public Art Projekt und Wanderausstellung „Actopolis – die Kunst zu Handeln“ mit dem Goethe-Institut
- Public Art Triennale Emscherkunst 2010, 2013, 2016
- Theaterfestival „This is not Detroit“ anlässlich der Schließung des Opel Werkes in Bochum
- Theaterprojekt im öffentlichen Raum „Truck Tracks Ruhr“ mit Rimini Protokoll
- Projekt mit geflüchteten Akademikern „Silent University Ruhr“ mit Ringlokschuppen Mülheim
- Künstlerisches Bildungsprojekt „Urban School Ruhr“ mit raumlaborberlin
- Public Art Ausstellung „Sichten einer Landschaft“ anlässlich der IGA Internationalen Gartenausstellung Berlin 2017
- Ausstellungen „Auftrag Landschaft“, „Zwischen Räumen“, „Blick Verschiebung“ mit zeitgenössischen Werken und Kunst in der DDR, im ZKR – Zentrum für Kunst und öffentlichen Raum Schloss Biesdorf, in Berlin Marzahn-Hellersdorf

## Veröffentlichungen (Auswahl)
- Experiment mit Zukunft. Kulturhauptstadt Europas Ruhr.2010. In: Söke Dinkla/Peter Greulich/Karl Janssen (Hrsg.): Tiger & Turtle - Magic Mountain. Eine Landmarke in Duisburg von Heike Mutter und Ulrich Genth. Ostfildern 2012, S. 23–28, ISBN 978-3-7757-2822-5.
- Dem Wandel ein Gesicht verleihen. Stadt der Möglichkeiten (zusammen mit Karl-Heinz Petzinka). In: RUHR.2010 GmbH (Hrsg.): RUHR.2010. Die unmögliche Kulturhauptstadt. Chronik einer Metropole im Werden. Essen 2011, S. 28–39, ISBN 978-3-8375-0363-0.
- Parkautobahn A42. Erlebnisstraße im Emscher Landschaftspark (herausgegeben zusammen mit Jörg Dettmar). 2011.
- Der „Urweltmammutbaum“ und das „Sehenlernen“. Baukultur Dialog und urbane Experimente (zusammen mit Ulrike Rose). In: Polis. Magazin für Urban Development 01/2011, 70-73, ISSN 0938-3689.
- Kunst und Urbanität (zusammen mit Karl-Heinz Petzinka). In: MAP Markus Ambach Projekte/StadtBauKultur NRW (Hrsg.): B1|A40. Die Schönheit der großen Straße. Berlin 2010, S. 152–157, ISBN 978-3-86859-077-7.
- Kulturhauptstadt Europas Ruhr.2010. Eine Metropole erfindet sich neu (zusammen mit Karl-Heinz Petzinka). In: Florian Matzner/Karl-Heinz Petzinka/Jochen Stemplewski (Hrsg.): Emscherkunst.2010. Eine Insel für die Kunst. Ostfildern 2010, S. 23–36, ISBN 978-3-7757-2663-4.
- Über Wasser Gehen. Kunst an der Seseke und ihren Zuflüssen (herausgegeben zusammen mit Billie Erlenkamp und Oliver Scheytt). 2010, ISBN 978-3-9814036-2-6.
- Kultur des Parks (zusammen mit Marion Taube). In: Projekt Ruhr GmbH (Hrsg.): Masterplan Emscher Landschaftspark 2010. Essen 2005, S. 180–205, ISBN 3-89861-476-X.
- In Strömen. Eine Ausstellung über den Regen, den Fluss und die Zeit (herausgegeben zusammen mit Henry Beierlorzer). 2006.
- Kultur des Parks (zusammen mit Marion Taube). In: Projekt Ruhr GmbH (Hrsg.): Masterplan Emscher Landschaftspark 2010. Essen 2005, S. 180–205, ISBN 3-89861-476-X.
- Urbane Künste Ruhr 2012, 2013, 2014. Herausgegeben zusammen mit Lukas Crepaz und Florian Heilmeyer, Distanz Verlag, ISBN 978-3-95476-070-1.
- Urbane Künste Ruhr – Ein Experiment zwischen Kunst und Planung. In: Emscherkunst (Hg. Matzner, Crepaz, Geiß-Netthövel, Paetzel), Kerber Verlag, ISBN 978-3-7356-0240-4.
- Actopolis. Herausgegeben zusammen mit Angelika Fitz, Martin Fritz unter Goethe-Institut und Urbane Künste Ruhr, Jovis Verlag, ISBN 978-3-86859-472-0.
- Explorations in Urban Practice. Herausgegeben zusammen mit Markus Bader, Fiona Shipwright, Rosario Talevi, dpr-Verlag Barcelona, ISBN 978-84-947523-2-2.
- Urbane Künste Ruhr 2012–2017, Herausgegeben zusammen mit Lukas Crepaz und Florian Heilmeyer, Kerber Verlag, ISBN 978-3-7356-0365-4.